# Formule 1 v roce 1981
XXXII. Mistrovství světa jezdců F1 a XXIV. pohár konstruktérů zahájila 19. ledna schůzka dvou znepřátelených stran, FOCA a FISA, ve starém sídle Ferrari v Modeně. K vyhrocení došlo již při loňské sezóně, kdy se obě strany nedohodly na zákazu používání bočních lišt. Výsledkem schůzky u Ferrariho byl kompromis Dohoda o svornosti, podle níž měla FISA nadále vydávat pravidla a propozice Velkých cen a dbát na jejich dodržování. Dále měla povolovat a řídit všechny Grand Prix a vést administrativu mistrovství světa. FOCA dostala právo vést jednání o finančních otázkách s pořadateli závodů.

## Pravidla
Boduje prvních 6 jezdců podle klíče:
- První – 9 bodů
- Druhý – 6 bodů
- Třetí – 4 bodů
- Čtvrtý – 3 bodů
- Pátý – 2 body
- Šestý – 1 body

- Maximálně 12 válcové nepřeplňované motory o objemu 3000 cc nebo turbomotory o objemu 1500 cc
- Minimální hmotnost vozů 585 kg
- Do konečné klasifikace hodnocení jezdců se započítává všech 15 závodů
- V poháru konstruktérů se započítávají všechny výsledky.

Nové předpisy platné od 1. ledna 1981, byly vytvořené pro větší bezpečnost, zakázaly používání dvoudobých, naftových a Wankelových motorů. Nebyly povoleny zadní pohyblivé aerodynamické přítlačné plochy a pohyblivé boční těsnicí lišty, zvýšila se minimální hmotnost vozu z 575 kg na 585 kg. Dále byl vyvinut tlak na konstruktéry, aby zpevnili přední část vozu k lepší ochraně nohou jezdce při nehodě.
Změny technických předpisů přinesly i řadu problémů. Asociaci konstruktérů (FOCA)vadil především článek o zákazu a omezení aerodynamických prvků. Vypukl tak vleklý spor mezi FOCA a FISA o zástěrky (tak se říkalo lištám mezi přední a zadní nápravou, sahající k vozovce, jejím účelem bylo vytvoření podtlaku pod vozem a tím dosáhnout zvýšení přítlaku).

### Kauza Lotus 88
Colin Chapmann připravil pro sezónu 1981 zvláštní konstrukci vozu typ 88. Lotus 88 přišel s koncepcí dvou šasi, který měl obejít zákaz zástěrek. Vůz měl vnější karosérii, která se za jízdy působením proudícího vzduchu přisála k vozovce a prakticky tak nahradila funkci zástěrek. Vnitřní karosérie nesla závěsy kol a motor a zachovávala jízdní vlastnosti podvozku. Na protest ostatních týmů však Lotus 88 nikdy nezávodil, neboť nesplňoval ustanovení o minimální světlé výšce 60 mm. V pravidlech ale nebylo zmíněno zda stanovenou výšku musí vůz splňovat v klidu nebo za jízdy. Lotus splňoval tuto klauzuli pouze v klidu, za jízdy se jeho světlá výška snížila. Zatímco Lotus nevyhověl výkladu pravidel, vozy Brabham BT49, u kterých se světlá výška regulovala hydraulicky, byl shledán v naprostém souladu s pravidly. Stáj Lotus proto byla nucena nastupovat v šampionátu s typem 81 a 87.

## Složení týmů
| Číslo                                                      | Pilot                                                                                    | Tým |                                                                               |
| ---------------------------------------------------------- | ---------------------------------------------------------------------------------------- | --- | ----------------------------------------------------------------------------- |
| Williams (Albilad-Williams Racing Team, TAG Williams Team) | Williams (Albilad-Williams Racing Team, TAG Williams Team)                               | Model: FW07B, FW07C Motor: Ford Cosworth DFV 3.0 V8 Pneumatiky: Goodyear                                                        | Model: FW07B, FW07C Motor: Ford Cosworth DFV 3.0 V8 Pneumatiky: Goodyear      |
| 1 2                                                        | Alan Jones Carlos Reutemann                                                              | Ross Brawn, David Brown, Frank Dernie Patrick Head, Neil Oatley                                                                 |                                                                               |
| Tyrrell (Tyrrell Racing Team)                              | Tyrrell (Tyrrell Racing Team)                                                            | Model: 010, 011 Motor: Ford Cosworth DFV 3.0 V8 Pneumatiky: Michelin                                                            | Model: 010, 011 Motor: Ford Cosworth DFV 3.0 V8 Pneumatiky: Michelin          |
| 3 4                                                        | Eddie Cheever Kevin Cogan Ricardo Zunino Michele Alboreto                                | Maurice Philippe |                                                                               |
| Brabham (Parmalat Racing Team)                             | Brabham (Parmalat Racing Team)                                                           | Model: BT49C Motor: Ford Cosworth DFV 3.0 V8 Pneumatiky: Goodyear                                                               | Model: BT49C Motor: Ford Cosworth DFV 3.0 V8 Pneumatiky: Goodyear             |
| 5 6                                                        | Nelson Piquet Hector Rebaque                                                             | Gordon Murray, David North, Charlie Whiting                                                                                     |                                                                               |
| McLaren (Marlboro McLaren International)                   | McLaren (Marlboro McLaren International)                                                 | Model: M29C, M29F, MP4/1 Motor: Ford Cosworth DFV 3.0 V8 Pneumatiky: Michelin                                                   | Model: M29C, M29F, MP4/1 Motor: Ford Cosworth DFV 3.0 V8 Pneumatiky: Michelin |
| 7 8                                                        | John Watson Andrea de Cesaris                                                            | Tyler Alexander, John Barnard Alan Jenkins, Steve Nichols                                                                       |                                                                               |
| ATS (Team ATS)                                             | ATS (Team ATS)                                                                           | Model: D4, HGS, D5 Motor: Ford Cosworth DFV 3.0 V8 Pneumatiky: Avon                                                             | Model: D4, HGS, D5 Motor: Ford Cosworth DFV 3.0 V8 Pneumatiky: Avon           |
| 9 10                                                       | Jan Lammers Slim Borgudd                                                                 | |                                                                               |
| Lotus (Team Essex Lotus, John Player Team Lotus)           | Lotus (Team Essex Lotus, John Player Team Lotus)                                         | Model: 81, 87, 88, 88B Motor: Ford Cosworth DFV 3.0 V8 Pneumatiky: Goodyear                                                     | Model: 81, 87, 88, 88B Motor: Ford Cosworth DFV 3.0 V8 Pneumatiky: Goodyear   |
| 11 12                                                      | Elio de Angelis Nigel Mansell                                                            | Colin Chapman, Timothy Densham Tony Rudd, Peter Wright (manažer)                                                                |                                                                               |
| Ensign (Ensign Racing)                                     | Ensign (Ensign Racing)                                                                   | Model: N180B Motor: Ford Cosworth DFV 3.0 V8 Pneumatiky: Avon                                                                   | Model: N180B Motor: Ford Cosworth DFV 3.0 V8 Pneumatiky: Avon                 |
| 14                                                         | Marc Surer Ricardo Londoño Eliseo Salazar                                                | Nigel Bennett, Morris Nunn |                                                                               |
| Renault (Equipe Renault Elf)                               | Renault (Equipe Renault Elf)                                                             | Model: RE20B, RE30 Motor: Renault Gordini EF1 1.5 V6T Pneumatiky: Michelin                                                      | Model: RE20B, RE30 Motor: Renault Gordini EF1 1.5 V6T Pneumatiky: Michelin    |
| 15 16                                                      | Alain Prost René Arnoux                                                                  | Jean-Pierre Boudy, André de Cortanze, Bernard Dudot Marcel Hubert, Alain Marguet, Bruno Mauduit Jean-Claude Migeot, Michel Tetu |                                                                               |
| March (March Grand Prix Team)                              | March (March Grand Prix Team)                                                            | Model: 811 Motor: Ford Cosworth DFV 3.0 V8 Pneumatiky: Avon                                                                     | Model: 811 Motor: Ford Cosworth DFV 3.0 V8 Pneumatiky: Avon                   |
| 17 18                                                      | Derek Daly Eliseo Salazar                                                                | Gordon Coppuck, Robin Herd, Adrian Reynard                                                                                      |                                                                               |
| Fittipaldi (Fittipaldi Automotive)                         | Fittipaldi (Fittipaldi Automotive)                                                       | Model: F8C Motor: Ford Cosworth DFV 3.0 V8 Pneumatiky: Michelin                                                                 | Model: F8C Motor: Ford Cosworth DFV 3.0 V8 Pneumatiky: Michelin               |
| 20 21                                                      | Keke Rosberg Chico Serra                                                                 | Ricardo Divila, Tim Wright |                                                                               |
| Alfa Romeo (Marlboro Team Alfa Romeo)                      | Alfa Romeo (Marlboro Team Alfa Romeo)                                                    | Model: 179B, 179C, 179D Motor: Alfa Romeo 1260 3.0 V12 Pneumatiky: Michelin                                                     | Model: 179B, 179C, 179D Motor: Alfa Romeo 1260 3.0 V12 Pneumatiky: Michelin   |
| 22 23                                                      | Mario Andretti Bruno Giacomelli                                                          | Carlo Chiti, Gérard Ducarouge                                                                                                   |                                                                               |
| Ligier (Equipe Talbot Gitanes)                             | Ligier (Equipe Talbot Gitanes)                                                           | Model: JS17 Motor: Matra MS81 3.0 V12 Pneumatiky: Michelin                                                                      | Model: JS17 Motor: Matra MS81 3.0 V12 Pneumatiky: Michelin                    |
| 25 26                                                      | Jean-Pierre Jarier Jean-Pierre Jabouille Patrick Tambay Jacques Laffite                  | Michel Beaujon, Paul Carillo, Jean-Claude Guénard                                                                               |                                                                               |
| Ferrari (Scuderia Ferrari SpA SEFAC)                       | Ferrari (Scuderia Ferrari SpA SEFAC)                                                     | Model: 126CK Motor: Ferrari 021 1.5 V6T Pneumatiky: Michelin                                                                    | Model: 126CK Motor: Ferrari 021 1.5 V6T Pneumatiky: Michelin                  |
| 27 28                                                      | Gilles Villeneuve Didier Pironi                                                          | Franco Antoniazzi, Luigi Bazzi, Gianfranco Fantuzzi Mauro Forghieri, Harvey Postlethwaite                                       |                                                                               |
| Arrows (Ragno Arrows Beta Racing Team)                     | Arrows (Ragno Arrows Beta Racing Team)                                                   | Model: A3 Motor: Ford Cosworth DFV 3.0 V8 Pneumatiky: Pirelli                                                                   | Model: A3 Motor: Ford Cosworth DFV 3.0 V8 Pneumatiky: Pirelli                 |
| 29 30                                                      | Riccardo Patrese Siegfried Stohr Jacques Villeneuve Sr.                                  | Colin McGrory, Dave Wass |                                                                               |
| Osella (Osella Squadra Corse)                              | Osella (Osella Squadra Corse)                                                            | Model: FA1B, FA1C Motor: Ford Cosworth DFV 3.0 V8 Pneumatiky: Michelin                                                          | Model: FA1B, FA1C Motor: Ford Cosworth DFV 3.0 V8 Pneumatiky: Michelin        |
| 31 32                                                      | Miguel Angel Guerra Beppe Gabbiani Piercarlo Ghinzani Giorgio Francia Jean-Pierre Jarier | |                                                                               |
| Theodore (Candy Toleman Motorsport)                        | Theodore (Candy Toleman Motorsport)                                                      | Model: TY01 Motor: Ford Cosworth DFV 3.0 V8 Pneumatiky: Avon                                                                    | Model: TY01 Motor: Ford Cosworth DFV 3.0 V8 Pneumatiky: Avon                  |
| 33                                                         | Patrick Tambay Marc Surer                                                                | Tony Southgate |                                                                               |
| Toleman (Candy Toleman Motorsport)                         | Toleman (Candy Toleman Motorsport)                                                       | Model: TG181 Motor: Hart 415T 1.5 L4T Pneumatiky: Pirelli                                                                       | Model: TG181 Motor: Hart 415T 1.5 L4T Pneumatiky: Pirelli                     |
| 35 36                                                      | Brian Henton Derek Warwick                                                               | Rory Byrne, John Gentry, Pat Symonds                                                                                            |                                                                               |
| Emilio de Villota (Equipo Banco Occidental)                | Emilio de Villota (Equipo Banco Occidental)                                              | Model: Williams FW07 Motor: Ford Cosworth DFV 3.0 V8 Pneumatiky: Michelin                                                       | Model: Williams FW07 Motor: Ford Cosworth DFV 3.0 V8 Pneumatiky: Michelin     |
| 37                                                         | Emilio de Villota                                                                        | |                                                                               |

## Velké ceny

### Velké ceny započítávané do MS
| Datum              | Grand Prix                                         | Náhled | Akce              | Jezdec                       | Vůz                          | Stav MS          |
| ------------------ | -------------------------------------------------- | ------ | ----------------- | ---------------------------- | ---------------------------- | ---------------- |
| 1. GP 15. březen   | USA Západ Long Beach (Výsledky)                    |        | Závod             | Alan Jones                   | Williams-Ford Cosworth FW07C | Alan Jones       |
| 1. GP 15. březen   | USA Západ Long Beach (Výsledky)                    | Kolo   | Alan Jones        | Williams-Ford Cosworth FW07C |                              | Alan Jones       |
| 1. GP 15. březen   | USA Západ Long Beach (Výsledky)                    | Pole   | Riccardo Patrese  | Arrows-Ford Cosworth A3      |                              | Alan Jones       |
| 2. GP 29. březen   | Brazílie Jacarepaguá (Výsledky)                    |        | Závod             | Carlos Reutemann             | Williams-Ford Cosworth FW07C | Alan Jones       |
| 2. GP 29. březen   | Brazílie Jacarepaguá (Výsledky)                    | Kolo   | Marc Surer        | Ensign-Ford Cosworth N180B   |                              | Alan Jones       |
| 2. GP 29. březen   | Brazílie Jacarepaguá (Výsledky)                    | Pole   | Nelson Piquet     | Brabham-Ford Cosworth BT49C  |                              | Alan Jones       |
| 3. GP 12. duben    | Argentina Autódromo Oscar y Juan Gálvez (Výsledky) |        | Závod             | Nelson Piquet                | Brabham-Ford Cosworth BT49C  | Carlos Reutemann |
| 3. GP 12. duben    | Argentina Autódromo Oscar y Juan Gálvez (Výsledky) | Kolo   | Nelson Piquet     | Brabham-Ford Cosworth BT49C  |                              | Carlos Reutemann |
| 3. GP 12. duben    | Argentina Autódromo Oscar y Juan Gálvez (Výsledky) | Pole   | Nelson Piquet     | Brabham-Ford Cosworth BT49C  |                              | Carlos Reutemann |
| 4. GP 3. květen    | San Marino Imola (Výsledky)                        |        | Závod             | Nelson Piquet                | Brabham-Ford Cosworth BT49C  | Carlos Reutemann |
| 4. GP 3. květen    | San Marino Imola (Výsledky)                        | Kolo   | Gilles Villeneuve | Ferrari 312T3                |                              | Carlos Reutemann |
| 4. GP 3. květen    | San Marino Imola (Výsledky)                        | Pole   | Gilles Villeneuve | Ferrari 312T3                |                              | Carlos Reutemann |
| 5. GP 17. květen   | Belgie Zolder (Výsledky)                           |        | Závod             | Carlos Reutemann             | Williams-Ford Cosworth FW07C | Carlos Reutemann |
| 5. GP 17. květen   | Belgie Zolder (Výsledky)                           | Kolo   | Carlos Reutemann  | Williams-Ford Cosworth FW07C |                              | Carlos Reutemann |
| 5. GP 17. květen   | Belgie Zolder (Výsledky)                           | Pole   | Carlos Reutemann  | Williams-Ford Cosworth FW07C |                              | Carlos Reutemann |
| 6. GP 31. květen   | Monako Circuit de Monaco (Výsledky)                |        | Závod             | Gilles Villeneuve            | Ferrari 312T3                | Carlos Reutemann |
| 6. GP 31. květen   | Monako Circuit de Monaco (Výsledky)                | Kolo   | Alan Jones        | Williams-Ford Cosworth FW07C |                              | Carlos Reutemann |
| 6. GP 31. květen   | Monako Circuit de Monaco (Výsledky)                | Pole   | Nelson Piquet     | Brabham-Ford Cosworth BT49C  |                              | Carlos Reutemann |
| 7. GP 21. červen   | Španělsko Jarama (Výsledky)                        |        | Závod             | Gilles Villeneuve            | Ferrari 312T3                | Carlos Reutemann |
| 7. GP 21. červen   | Španělsko Jarama (Výsledky)                        | Kolo   | Alan Jones        | Williams-Ford Cosworth FW07C |                              | Carlos Reutemann |
| 7. GP 21. červen   | Španělsko Jarama (Výsledky)                        | Pole   | Jacques Laffite   | Ligier-Matra JS17            |                              | Carlos Reutemann |
| 8. GP 5. červenec  | Francie Dijon-Prenois (Výsledky)                   |        | Závod             | Alain Prost                  | Renault RE20B                | Carlos Reutemann |
| 8. GP 5. červenec  | Francie Dijon-Prenois (Výsledky)                   | Kolo   | Alain Prost       | Renault RE20B                |                              | Carlos Reutemann |
| 8. GP 5. červenec  | Francie Dijon-Prenois (Výsledky)                   | Pole   | René Arnoux       | Renault RE20B                |                              | Carlos Reutemann |
| 9. GP 18. červenec | Velká Británie Silverstone (Výsledky)              |        | Závod             | John Watson                  | McLaren-Ford Cosworth M29F   | Carlos Reutemann |
| 9. GP 18. červenec | Velká Británie Silverstone (Výsledky)              | Kolo   | René Arnoux       | Renault RE20B                |                              | Carlos Reutemann |
| 9. GP 18. červenec | Velká Británie Silverstone (Výsledky)              | Pole   | René Arnoux       | Renault RE20B                |                              | Carlos Reutemann |
| 10. GP 2. srpen    | Německo Hockenheimring (Výsledky)                  |        | Závod             | Nelson Piquet                | Brabham-Ford Cosworth BT49C  | Carlos Reutemann |
| 10. GP 2. srpen    | Německo Hockenheimring (Výsledky)                  | Kolo   | Alan Jones        | Williams-Ford Cosworth FW07C |                              | Carlos Reutemann |
| 10. GP 2. srpen    | Německo Hockenheimring (Výsledky)                  | Pole   | Alain Prost       | Renault RE20B                |                              | Carlos Reutemann |
| 11. GP 16. srpen   | Rakousko Osterreichring (Výsledky)                 |        | Závod             | Jacques Laffite              | Ligier-Matra JS17            | Carlos Reutemann |
| 11. GP 16. srpen   | Rakousko Osterreichring (Výsledky)                 | Kolo   | Alan Jones        | Williams-Ford Cosworth FW07C |                              | Carlos Reutemann |
| 11. GP 16. srpen   | Rakousko Osterreichring (Výsledky)                 | Pole   | René Arnoux       | Renault RE20B                |                              | Carlos Reutemann |
| 12. GP 30. srpen   | Nizozemsko Zandvoort (Výsledky)                    |        | Závod             | Alain Prost                  | Renault RE20B                | Nelson Piquet    |
| 12. GP 30. srpen   | Nizozemsko Zandvoort (Výsledky)                    | Kolo   | Alan Jones        | Williams-Ford Cosworth FW07C |                              | Nelson Piquet    |
| 12. GP 30. srpen   | Nizozemsko Zandvoort (Výsledky)                    | Pole   | Alain Prost       | Renault RE20B                |                              | Nelson Piquet    |
| 13. GP 13. září    | Itálie Monza (Výsledky)                            |        | Závod             | Alain Prost                  | Renault RE20B                | Carlos Reutemann |
| 13. GP 13. září    | Itálie Monza (Výsledky)                            | Kolo   | Carlos Reutemann  | Williams-Ford Cosworth FW07C |                              | Carlos Reutemann |
| 13. GP 13. září    | Itálie Monza (Výsledky)                            | Pole   | René Arnoux       | Renault RE20B                |                              | Carlos Reutemann |
| 14. GP 27. září    | Kanada Circuit Gilles Villeneuve (Výsledky)        |        | Závod             | Jacques Laffite              | Ligier-Matra JS17            | Carlos Reutemann |
| 14. GP 27. září    | Kanada Circuit Gilles Villeneuve (Výsledky)        | Kolo   | John Watson       | McLaren-Ford Cosworth M29F   |                              | Carlos Reutemann |
| 14. GP 27. září    | Kanada Circuit Gilles Villeneuve (Výsledky)        | Pole   | Nelson Piquet     | Brabham-Ford Cosworth BT49C  |                              | Carlos Reutemann |
| 15. GP 4. říjen    | USA Watkins Glen (Výsledky)                        |        | Závod             | Zrušeno                      | --                           | Carlos Reutemann |
| 15. GP 4. říjen    | USA Watkins Glen (Výsledky)                        | Kolo   |                   | Zrušeno                      | --                           | Carlos Reutemann |
| 15. GP 4. říjen    | USA Watkins Glen (Výsledky)                        | Pole   |                   | Zrušeno                      | --                           | Carlos Reutemann |
| 15. GP 17. říjen   | USA Caesars Palace (Výsledky)                      |        | Závod             | Alan Jones                   | Williams-Ford Cosworth FW07C | Nelson Piquet    |
| 15. GP 17. říjen   | USA Caesars Palace (Výsledky)                      | Kolo   | Didier Pironi     | Brabham-Ford Cosworth BT49   |                              | Nelson Piquet    |
| 15. GP 17. říjen   | USA Caesars Palace (Výsledky)                      | Pole   | Carlos Reutemann  | Williams-Ford Cosworth FW07C |                              | Nelson Piquet    |

### Velké ceny nezapočítávané do MS
| Datum   | Grand Prix            | Okruh   | Náhled | Vítěz            | Vůz            | Výsledky |
| ------- | --------------------- | ------- | ------ | ---------------- | -------------- | -------- |
| 7. únor | Jihoafrická republika | Kyalami |        | Carlos Reutemann | Williams FW07C | Výsledky |

## Konečné hodnocení Mistrovství světa

### Jezdci
| *  | Jezdec                | Body | Vítězství | Podium | Pole |
| -- | --------------------- | ---- | --------- | ------ | ---- |
| 1  | Nelson Piquet         | 50   | 3         | 7      | 4    |
| 2  | Carlos Reutemann      | 49   | 2         | 7      | 2    |
| 3  | Alan Jones            | 46   | 2         | 6      |      |
| 4  | Jacques Laffite       | 44   | 2         | 7      | 1    |
| 5  | Alain Prost           | 43   | 3         | 6      | 2    |
| 6  | John Watson           | 27   | 1         | 4      |      |
| 7  | Gilles Villeneuve     | 25   | 2         | 3      | 1    |
| 8  | Elio de Angelis       | 14   |           |        |      |
| 9  | René Arnoux           | 11   |           | 1      | 4    |
| 10 | Hector Rebaque        | 11   |           |        |      |
| 11 | Riccardo Patrese      | 10   |           | 2      | 1    |
| 12 | Eddie Cheever         | 10   |           |        |      |
| 13 | Didier Pironi         | 9    |           |        |      |
| 14 | Nigel Mansell         | 8    |           | 1      |      |
| 15 | Bruno Giacomelli      | 7    |           | 1      |      |
| 16 | Marc Surer            | 4    |           |        |      |
| 17 | Mario Andretti        | 3    |           |        |      |
| 18 | Andrea de Cesaris     | 1    |           |        |      |
| 19 | Patrick Tambay        | 1    |           |        |      |
| 20 | Slim Borgudd          | 1    |           |        |      |
| 21 | Eliseo Salazar        | 1    |           |        |      |
| 22 | Jean-Pierre Jarier    | 0    |           |        |      |
| 23 | Siegfried Stohr       | 0    |           |        |      |
| 24 | Derek Daly            | 0    |           |        |      |
| 25 | Chico Serra           | 0    |           |        |      |
| 26 | Michele Alboreto      | 0    |           |        |      |
| 27 | Keke Rosberg          | 0    |           |        |      |
| 28 | Brian Henton          | 0    |           |        |      |
| 29 | Jan Lammers           | 0    |           |        |      |
| 30 | Piercarlo Ghinzani    | 0    |           |        |      |
| 31 | Ricardo Zunino        | 0    |           |        |      |
| —  | Beppe Gabbiani        | 0    |           |        |      |
| —  | Jean-Pierre Jabouille | 0    |           |        |      |
| —  | Derek Warwick         | 0    |           |        |      |
| —  | Miguel Angel Guerra   | 0    |           |        |      |
| —  | Ricardo Londono       | 0    |           |        |      |
| —  | Giorgio Francia       | 0    |           |        |      |

### Pohár konstruktérů
| *  | Vůz        | Body |
| -- | ---------- | ---- |
| 1  | Williams   | 95   |
| 2  | Brabham    | 61   |
| 3  | Renault    | 54   |
| 4  | Ligier     | 44   |
| 5  | Ferrari    | 34   |
| 6  | McLaren    | 28   |
| 7  | Lotus      | 22   |
| 8  | Tyrrell    | 10   |
| 9  | Alfa Romeo | 10   |
| 10 | Arrows     | 10   |
| 11 | Ensign     | 5    |
| 12 | Theodore   | 1    |
| 13 | ATS        | 1    |

### Národy
| *  | Jezdec         | Body |
| -- | -------------- | ---- |
| 1  | Francie        | 108  |
| 2  | Brazílie       | 50   |
| 3  | Argentina      | 49   |
| 4  | Austrálie      | 46   |
| 5  | Velká Británie | 35   |
| 6  | Itálie         | 32   |
| 7  | Kanada         | 25   |
| 8  | USA            | 13   |
| 9  | Mexiko         | 11   |
| 10 | Švýcarsko      | 4    |
| 11 | Švédsko        | 1    |
| 12 | Chile          | 1    |